# Astracán Roja
Astracán Roja es el nombre de una variedad cultivar de manzano (Malus domestica). Esta manzana está cultivada en la colección de la Estación Experimental Aula Dei (Zaragoza) con n.º de accesión "3378". Así mismo está cultivada en la colección repositorio de la National Fruit Collection con el número de accesión: 1999-084 y Accession name: Red Astrachan. Originaria del antiguo Imperio Ruso. Fructificó por primera vez en el Reino Unido en 1816. Muy cultivada desde antiguo como manzana fresca de mesa en la comunidad foral de Navarra, Aragón, Cataluña y en La Rioja. Las frutas tienen una carne firme, crujiente y bastante jugosa con un sabor dulce y justo.

## Sinónimos
- "Красная Астрахань",
- "Manzana Astracán Roja",[8]
- "AstraKán Roja",
- "Red Astrachan".
- "Abe Lincoln",
- "American Red",
- "Waterloo".[3]

## Historia
La manzana 'Astracán Roja' es una antigua variedad muy cultivada en el Imperio Ruso, que es una manzana de estación temprana, jugosa, ácida y de textura crujiente con sabor agradable, y se usa para comer, cocinar y en la elaboración de sidra. Como todas las manzanas de temporada temprana, no es buena para el almacenamiento.
Su cultivo se extendió desde antiguo por diferentes países, así fructificó por primera vez en el Reino Unido en 1816, donde era conocida como 'Red Astrachan'.
La variedad 'Red Astrachan', tal como se registró en Kansas Estados Unidos en la década de 1870:

"Their External and Internal Comparison. — The Red Astrachan is a dark-red apple; the Summer King is a bright scarlet. The Red Astrachan is of medium size or over, and usually of conical shape; the Summer King is also of full medium. size, ."
("Su comparación externa e interna. - La Astracán Roja es una manzana de color rojo oscuro; el Summer King es un escarlata brillante. La Astracán Roja es de tamaño mediano o más, y generalmente de forma cónica; el Summer King también es de pleno medio . Talla, .")
Biennial Report - Volume 8 - Page 116  Kansas State Horticultural Society - 1879 -.

En Estados Unidos era conocida como 'Abe Lincoln', 'American Red', y 'Waterloo'.
Es España se ha cultivado desde antiguo como manzana fresca de mesa en la comunidad foral de Navarra, Aragón, Cataluña y en La Rioja.

## Características

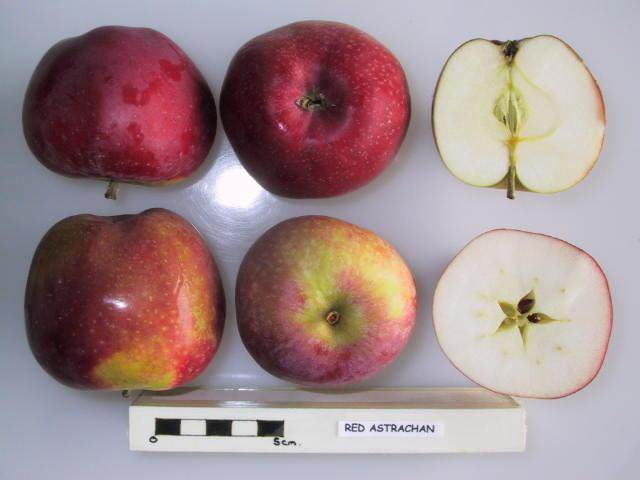
La Manzana 'Red Astrachan' seccionada.

El manzano de la variedad 'Astracán Roja' tiene un vigor alto; porte desplegado, con hojas pequeñas; tubo del cáliz triangular o en forma de embudo largo que roza el centro del corazón, y con los estambres insertos por la mitad. Tiene un tiempo de floración precoz que comienza a partir del 26 de abril con el 10% de floración, con floración larga para el 1 de mayo tiene una floración completa (80%), y para el 9 de mayo tiene un 90% de caída de pétalos.
La variedad de manzana 'Astracán Roja' tiene un fruto de tamaño medio a pequeño; forma esférica y algo aplastada, con contorno casi siempre regular; piel lisa; con color de fondo verde-amarillo, importancia del sobre color alto, siendo el color del sobre color rojo, siendo el reparto del sobre color en chapa, presentando chapa rojo brillante, acusa un punteado numeroso de color claro y espaciadamente oscuro, y con una sensibilidad al "russeting" (pardeamiento áspero superficial que presentan algunas variedades) ausente; pedúnculo semi-corto y corto, hendido en su cavidad, ensanchado en el extremo, recubierto de lanosidad gris y uno de los lados teñido de rojo ciclamen intenso, anchura de la cavidad peduncular relativamente estrecha, profundidad cavidad pedúncular poco profunda, fondo con chapa ruginosa grisácea,
bordes globosos y aplastados, y con una importancia del "russeting" en cavidad peduncular media; anchura de la cavidad calicina regular, profundidad de la cavidad calicina poco profunda, con bordes ondulados o casi lisos, y con importancia del "russeting" en cavidad calicina débil; ojo pequeño y cerrado; sépalos triangulares y compactos en su base, de tono verde-amarillo y con las puntas vueltas hacia fuera.
Carne de color blanca; textura crujiente; sabor suavemente acidulado y aromático; corazón mediano y centrado; eje abierto; celdas semi-arriñonadas, cartilaginosas y con fibras lanosas; semillas tamaño medio, de color marrón oscuro.
La manzana 'Astracán Roja' tiene una época de maduración y recolección temprana, su recolección comercial se lleva a cabo a mediados de agosto, aguanta poco en conservación. Se usa como manzana de mesa fresca de mesa, para la cocina y para la elaboración de sidra.
De entrada en producción rápida, es muy productiva, con acusada tendencia a la vecería (Contrañada), por lo que es necesario un cuidadoso aclareo.